# Nokere Koerse 1986
La Nokere Koerse 1986, quarantunesima edizione della corsa, si svolse il 12 marzo per un percorso con partenza ed arrivo a Nokere. Fu vinta dal belga Luc Colijn della squadra Fangio-Lois-Mavic davanti ai connazionali Jan Van Camp e Ronny Van Holen.

## Ordine d'arrivo (Top 10)
| Pos. | Corridore        | Squadra               | Tempo    |
| ---- | ---------------- | --------------------- | -------- |
| 1    | Luc Colijn       | Fangio-Lois-Mavic     | 3h42'00" |
| 2    | Jan Van Camp     | TeVe Blad-Eddy Merckx | a 10"    |
| 3    | Ronny Van Holen  | Lotto-Eddy Merckx     | a 35"    |
| 4    | Giuseppe Petito  | Gis Gelati-Oece       | s.t.     |
| 5    | Teun van Vliet   | Panasonic             | s.t.     |
| 6    | Franky Van Oyen  | Lotto-Eddy Merckx     | s.t.     |
| 7    | William Tackaert | Fangio-Lois-Mavic     | a 1'25"  |
| 8    | Étienne De Wilde | Hitachi-Marc-Splendor | s.t.     |
| 9    | Hans Daams       | Kwantum Hallen        | s.t.     |
| 10   | Pol Verschuere   | Fagor-MBK             | s.t.     |